# 2011 HK103
2011 HK103, também escrito como 2011 HK103, é um corpo menor que está localizado no disco disperso, uma região do Sistema Solar. Ele possui uma magnitude absoluta de 8,4 e tem um diâmetro estimado com cerca de 92 km.

## Descoberta
2011 HK103 foi descoberto no dia 28 de abril de 2011 pelo New Horizons KBO Search.

## Órbita
A órbita de 2011 HK103 tem uma excentricidade de 0,308 e possui um semieixo maior de 53,040 UA. O seu periélio leva o mesmo a uma distância de 36,712 UA em relação ao Sol e seu afélio a 69,368 UA.